# 부여 왕릉원
부여 왕릉원은 부여군 부여읍 능산리 산 15번지 일대에 위치한 백제의 후기 고분들로 사비의 외곽성인 나성 밖에 자리하고 있다. 1963년 1월 21일 대한민국의 사적 제14호로 지정되었다. 2021년 9월 17일에 능산리 고분군에서 현재의 명칭으로 변경되었다.

## 역사
조선시대 공주의 옛읍지에 따르면 부여현의 관아에서 동쪽으로 십리 떨어진 곳에 백제 시대 왕릉이 있다고 기록되어 있다. 능뫼 또는 능산리라는 지명으로 왕릉의 존재가 널리 알려져 있었음을 알 수 있다. 본격적인 발굴조사는 일제강점기인 1915년, 1917년, 1936년 세 차례에 걸쳐 이루어졌고, 1966년 추가로 고분 1기를, 2016년 추가로 고분 3기를 더 발견하였다.
백제 사비 도읍기(538~660, 지금의 부여)에 조성되었다.

## 고분들

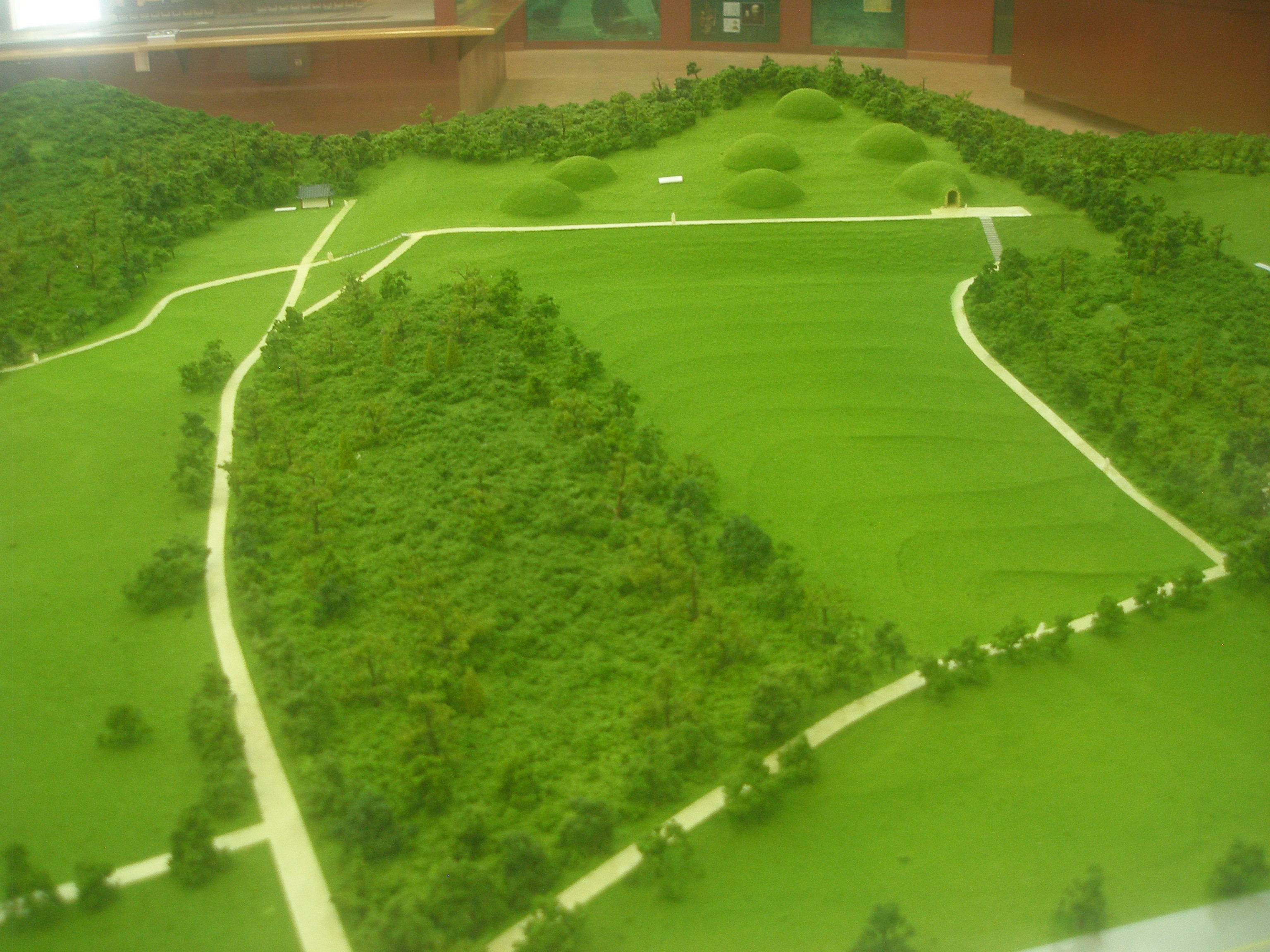
중앙의 고분군 모형

능산리에 있는 고분의 총 개수는 20개이고, 능산리의 고분들은 중앙 및 좌, 우의 세 무리 고분군으로 나눌 수 있다. 1960년대에 복원한 중앙 지역,  2016년에 발굴 조사를 진행한 서쪽 지역과 현재 마을이 자리 잡고 있는 동쪽 지역으로 구성돼 있다. 일제강점기에 3차례 조사된 바 있으며 중앙 지역에 8기, 동쪽 지역에 5기, 서쪽 지역에 7기가 남아 있다. 또한 무덤들 서쪽에서 발굴된 절터에서 ‘백제 금동대향로’와 ‘부여 능산리사지 석조사리감’이 출토되어 왕실 무덤이라는 것이 확인되었다.
앞줄 가운데에 있는 중하총은 널방 천장이 터널형으로 축조되어 무령왕릉과 송산리 6호분과 유사하다. 축조한 재료는 다르지만 형식적인 유사성이 발견되어 왕릉으로 추정하는데, 사비로 천도한 성왕의 릉일 가능성이 있다. 벽그림(사신도)이 있는 동하총은 성왕의 아들인 위덕왕의 릉일 가능성이 있다. 고분들의 왼쪽에는 백제의 마지막왕인 의자왕의 무덤으로 추측되는 곳에서 가져온 흙으로 조성한 의자왕과 그의 아들 부여융의 가묘가 있다

## 능사터와 백제금동대향로
1993년 나성과 고분군 사이에서 능사터가 발굴되었는데, 이 절터에서 백제 금동대향로가 출토되었다. 1995년에는 부여 능산리사지 석조사리감이 출토되었다.

## 세계문화유산 지정
2015년 7월 4일 독일 본에서 열린 제39차 유네스코 세계유산위원회(WHC)에서 백제역사유적지구(총 8개의 유적지들 중 공주지역에 2곳(공산성, 송산리 고분군), 부여 4곳(관북리 유적 및 부소산성, 능산리 고분군, 정림사지, 부여 나성))가 세계 유산 등재 심사를 최종 통과했다. 이번 세계 유산 등재는 충청권에서는 최초로 선정되었다.